# NGC 3324
NGC 3324 je emisijska maglica u zviježđu Kobilici. Udaljena je 9100 svjetlosnih godina i relativno je mlada, oko 12 milijuna godina. 
Svemirski teleskop Hubble detaljno je promatrao zapadni dio NGC 3324. Za usporedbu je isti dio maglice bio među prvim snimkama svemirskog teleskopa James Webb 2022. godine.
- Hubble 2008.
- Webb 2022.

## Vanjske poveznice
- (eng.) SEDS: NGC 3324
- (eng.) Revidirani Novi opći katalog
- (eng.) Izvangalaktička baza podataka NASA-e i IPAC-a
- (eng.) Astronomska baza podataka SIMBAD
- (eng.) VizieR